# Heinz-Willi Raßmanns
Heinz-Willi Raßmanns (* 10. April 1940; † 22. Juni 2022) war ein deutscher Fußballspieler.

## Karriere
Raßmanns spielte mit Borussia Mönchengladbach in der Regionalliga West. In der Saison 1963/64 absolvierte er zehn Spiele, die Borussia belegte in der Abschlusstabelle mit Platz acht einen sicheren Platz im Mittelfeld. Im Folgejahr wurde Raßmanns fünfmal eingesetzt und feierte zu Saisonschluss die Meisterschaft in der Weststaffel. In der anschließenden Aufstiegsrunde setzte sich die Borussia gegen SSV Reutlingen 05, Holstein Kiel und Wormatia Worms durch und stieg in die Bundesliga auf, Raßmanns kam in den Aufstiegsspielen nicht zum Zuge. Im ersten Bundesligajahr bestritt Raßmanns sechs Bundesligaspiele, im zweiten kam er nicht mehr zum Zuge. Anschließend wechselte er zum SC Opel Rüsselsheim.